# Mikuláš Čordáš
Podplukovník Mikuláš Čordáš (6. prosince 1909 Dvorníky – 24. prosince 1976 Trnava) byl československý důstojník, účastník Slovenského národního povstání a politický vězeň komunistického režimu.

## Život

### Před druhou světovou válkou
Mikuláš Čordáš se narodil 6. prosince 1909 ve Dvorníkách na hlohovecku v rodině zahradníka a vinohradníka na velkostatku Jozefa Čordáše a Júlie rozené Sülleové. Vystudoval osmileté reálné gymnázium, maturoval v roce 1928. V roce 1929 byl odveden. V roce 1930 se přihlásil na medicínu, ale od studia jej odradila absence stipendia a internátního ubytování. Proto ještě v témže roce nastoupil na prezenční službu v Litoměřicích, v rámci které absolvoval školu důstojníků v záloze, jezdecký kurz a proviantní kurz. V roce 1932 byl propuštěn do zálohy. Zuřila hospodářská krize, byl nezaměstnaný stejně jako jeho otec a rodina byla ve špatné finanční situaci. Živil se pouze příležitostnými pracemi. Stálou práci získal v roce 1933, kdy byl přijat do Okresní nemocenské pojišťovny, kde jako úředník pracoval až do mobilizace v roce 1938, kdy byl opět povolán do armády. Sloužil v proviantním praporu, následně jako velitel kulometné čety. Opět propuštěn byl v hodnosti poručíka v prosinci 1938.

### Druhá světová válka
Po rozpadu Československa byl Mikuláš Čordáš v květnu 1939 povolán do slovenské armády a zařazen jako velitel kulometné roty v Trnavě. Kromě toho byl ustanoven tělovýchovným důstojníkem trnavské posádky, krátkodobě sloužil i na dalších funkcích. Od června do srpna 1941 se zúčastnil tažení do Sovětského svazu. Druhý turnus zde absolvoval mezi březnem 1942 a březnem 1943. Během roku 1943 se zapojil do protifašistického odboje, kdy pomáhal zásobovat zbraněmi a dalším materiálem partyzány v Malých Karpatech. Po vypuknutí Slovenského národního povstání se společně s dalšími pokusil o převzetí kontroly nad Trnavou a okolím, posléze ale musel s trnavskou posádkou ustoupit na střední Slovensko. Účastnil se bojů na jihozápadních přístupech k povstaleckému území, následně byl ustanoven velitelem opevňovacích prací na jižních a poté jihovýchodních přístupech k Banské Bystrici. Po pádu Brezna ustoupil do Poľany, kde zorganizoval partyzánský oddíl. Začátkem roku 1945 se  s ním probil k Rudé armádě a v únoru téhož roku vstoupil do 1. československého armádního sboru. Jako velitel praporu automatčíků se podílel na osvobozování Liptovského Mikuláše, Žiliny, Vsetína, Bystřice pod Hostýnem a dalších míst.

### Po druhé světové válce
Po skončení druhé světové války působil Mikuláš Čordáš ve velitelských funkcích pěšího pluku 23 v Trnavě. V roce 1946 se účastnil bojů proti banderovcům na východním Slovensku. V roce 1948 velel pěšímu praporu 23 ve Zvolenu a poté v Nýrsku. Dosáhl hodnosti podplukovníka. Po Únoru 1948 se stal terčem intrik a vykonstruovaných obvinění týkajících se jeho činnosti během války na území Sovětského svazu. Dne 24. března 1950 byl zatčen a v roce 1951 odsouzen k osmi letům vězení. Propuštěn byl v roce 1953 a v roce 1969 rehabilitován. Do té doby pracoval jako slévač a na ředitelství trnavského cukrovaru. V roce 1974 odešel do důchodu, publikoval v různých periodikách, zemřel 24. prosince 1976 v Trnavě.

## Rodina
Mikuláš Čordáš měla bratra a sestru. Oženil se s úřednicí Terézií Kudlovou, manželům se v roce 1938 narodil syn Eduard, který se stal učitelem a úspěšným sportovním trenérem. Jeho vnuk Juraj Čordáš reprezentoval Slovensko v běhu na 400 metrů a v baseballu.

## Sportovní činnost
Kromě vojenské kariéry se Mikuláš Čordáš aktivně angažoval i ve sportu. Byl atletickým trenérem a rozhodčím a v letech 1946 a 1947 předsedou atletické sekce Československého svazu tělesné výchovy v Západoslovenském kraji 

## Vyznamenání
- Pamětní medaile za obranu Slovenska v březnu 1939
- Vyznamenání Za hrdinství III. a II. stupně
- 1945 Řád Slovenského národního povstání I. stupně
- 1945 2x Československý válečný kříž 1939
- Československá medaile Za chrabrost před nepřítelem
- Medaile za vítězství nad Německem ve Velké vlastenecké válce 1941–1945
- 1945 Československá medaile Za zásluhy I. stupně
- 1947 Řád rumunské koruny IV. třídy